# Пруды (Ярославская область)
Пруды — деревня в Макаровской сельской администрации Судоверфского сельского поселения Рыбинского района Ярославской области.
Деревня расположена в южной части полуострова Рыбинского водохранилища, ограниченного с востока руслом Волги, а севера и запада долиной реки Юга, затопленной при заполнении водохранилища. Деревня стоит на левом берегу небольшого ручья к западу от дороги, проходящей от Перебор на север к двум оконечным мысам этого полуострова, где расположены центр поселения посёлок Судоверфь и деревня Свингино. К северо-востоку от Прудов, за указанной дорогой — деревня Бурково, к северо-западу — деревня Мешково, к юго-востоку —  Израили и юго-западу Ворыгино. На топокартах на месте деревни указывается урочище Пруды, видимо какое-то время деревня не существовала .
Деревня Пруды указана на плане Генерального межевания Рыбинского уезда 1792 года.
На 1 января 2007 года в деревне не числилось постоянных жителей . Почтовое отделение, расположенное в посёлке Судоверфь, обслуживает в деревне 18 домов. Улицы посёлка не именуются .